# توماس فرازير
توماس فرازير (29 أكتوبر 1917 في نيوزيلندا - 20 مايو 1998) (بالإنجليزية: Thomas Fraser)‏ هو لاعب كريكت نيوزلندي.

## وصلات خارجية
- توماس فرازير على موقع إي آس بي آن كريك إنفو (الإنجليزية)